# ایتانا
ایتانا (به پرتغالی: Itaúna) یک منطقهٔ مسکونی در برزیل است که در میناز ژرایس واقع شده‌است. ایتانا ۴۹۵٫۸۷۵ کیلومتر مربع مساحت و ۹۳٬۸۴۷ نفر جمعیت دارد و ۸۸۰ متر بالاتر از سطح دریا واقع شده‌است.